# Събор в Лампсак (364)
Вижте пояснителната страница за други значения на Събор в Лампсак.
Съборът в Лампсак през 364 година е поместен събор състоял се на брега на Хелеспонт в град Лампсак.
Съборът в Лампсак е продължение на т.нар. ариански спорове между християнските епископи през IV век. През 360 г. император Констанций II подкрепя доктрината на омиите и последните свикват събор в Константинопол (360). На събора е приета никската формула за подобието на Сина на Отца. С решение на този събор е отхвърлен никейския символ на вярата, както и аномейските формулировки. 
След събора с помощта на император Констанций II омийците започват репресии срещу противниците си и ги гонят от епископските катедри. Император Констанций II умира през 361 г. Новият император – Юлиан Отстъпник се отличава с религиозна толерантност от своя предшественик и връща епископите на техните катедри. Противниците на омиите започват да провеждат свои събори на които отхвърлят учението на омиите и утвърждават никейската доктрина. Противниците на омиите провеждат два събора – Антиохийски събор (363) и този в Лампсак. 
Лампсакийският събор е свикан по инициатива на Хелеспонтския, Витинския и други епископи. Когато император Валентиниан пътува от Константинопол за Рим през Тракия, епископите изпращат при него своя пратеник – епископа на Хераклея Ипатиан, така че императорът да им позволи да се върнат по катедрите си, за да коригират учението за вярата. Валентиниан не взима отношение по молбата на Ипатиан, отговаряйки че е неприлично да се меси в чужди работи. Като научават отговора на върховната власт, епископите се събират в Лампсак. Съборът продължава два месеца. На събора решенията на Константинополския събор са отменени и е решено да се върнат катедрите на епископите, които са отстранени по силата на решенията на Константинополския събор от 360 г.
Сократ Схоластик пише, че съборът е доминиран от македонската партия – епископи на последователите на учението на Константинополския архиепископ Македоний I Константинополски. 